# Жанаталап (Сайрамский район)
Жанаталап (каз. Жаңаталап) — село в Сайрамском районе Туркестанской области Казахстана. В 2014 году включено в состав города Шымкент и исключено из учетных данных. Бывший административный центр Жанаталапского сельского округа. Код КАТО — 515243100.

## Население
В 1999 году население села составляло 1838 человек (891 мужчина и 947 женщин). По данным переписи 2009 года, в селе проживало 5090 человек (2541 мужчина и 2549 женщин).